# أوريستي ماتيرولو
أوريستي ماتيرولو (7 ديسمبر 1856، في تورينو - 3 ديسمبر 1947، في تورينو) كان عالم نبات وعالم فطريات إيطاليًا، متخصص في الفطريات البوغية.
درس الطب والعلوم في جامعة تورينو، ومن عام 1879، واصل تعليمه في جامعة ستراسبورغ حيث تتلمذ على يد هاينريش أنطون دي باري. وفي عام 1894 أصبح أستاذًا مشاركًا في جامعة بولونيا، حيث حصل على درجة الأستاذية الكاملة خلال العام التالي. لاحقًا، عمل أستاذًا لعلم النبات ومديرًا للحدائق النباتية في جامعات فلورنسا (1898–1900) وتورينو (1900–37)
الأجناس الفطرية التالية سُميت إحياءً لذكراه: Mattirolia (Berl. & Bres.، 1889) و Mattirolomyces (E.Fisch.، 1938).